# Baudinard-sur-Verdon
Baudinard-sur-Verdon (okzitanisch Bèudiran) ist eine französische Gemeinde mit 237 Einwohnern (stand 1. Januar 2022) im Département Var in der Region Provence-Alpes-Côte d’Azur. Sie gehört zum Arrondissement Brignoles und zum Kanton Flayosc. Die Bewohner nennen sich Baudinardais oder Baudinardaises.
Die Nachbargemeinden sind Sainte-Croix-du-Verdon im Norden, Bauduen im Osten, Régusse im Süden, Artignosc-sur-Verdon im Südwesten, Saint-Laurent-du-Verdon im Westen und Montagnac-Montpezat im Nordwesten.

## Bevölkerungsentwicklung
| 1962 | 1968 | 1975 | 1982 | 1990 | 1999 | 2006 | 2014 |
| ---- | ---- | ---- | ---- | ---- | ---- | ---- | ---- |
| 88   | 40   | 37   | 49   | 67   | 120  | 151  | 215  |